# Grand Junction (Colorado)

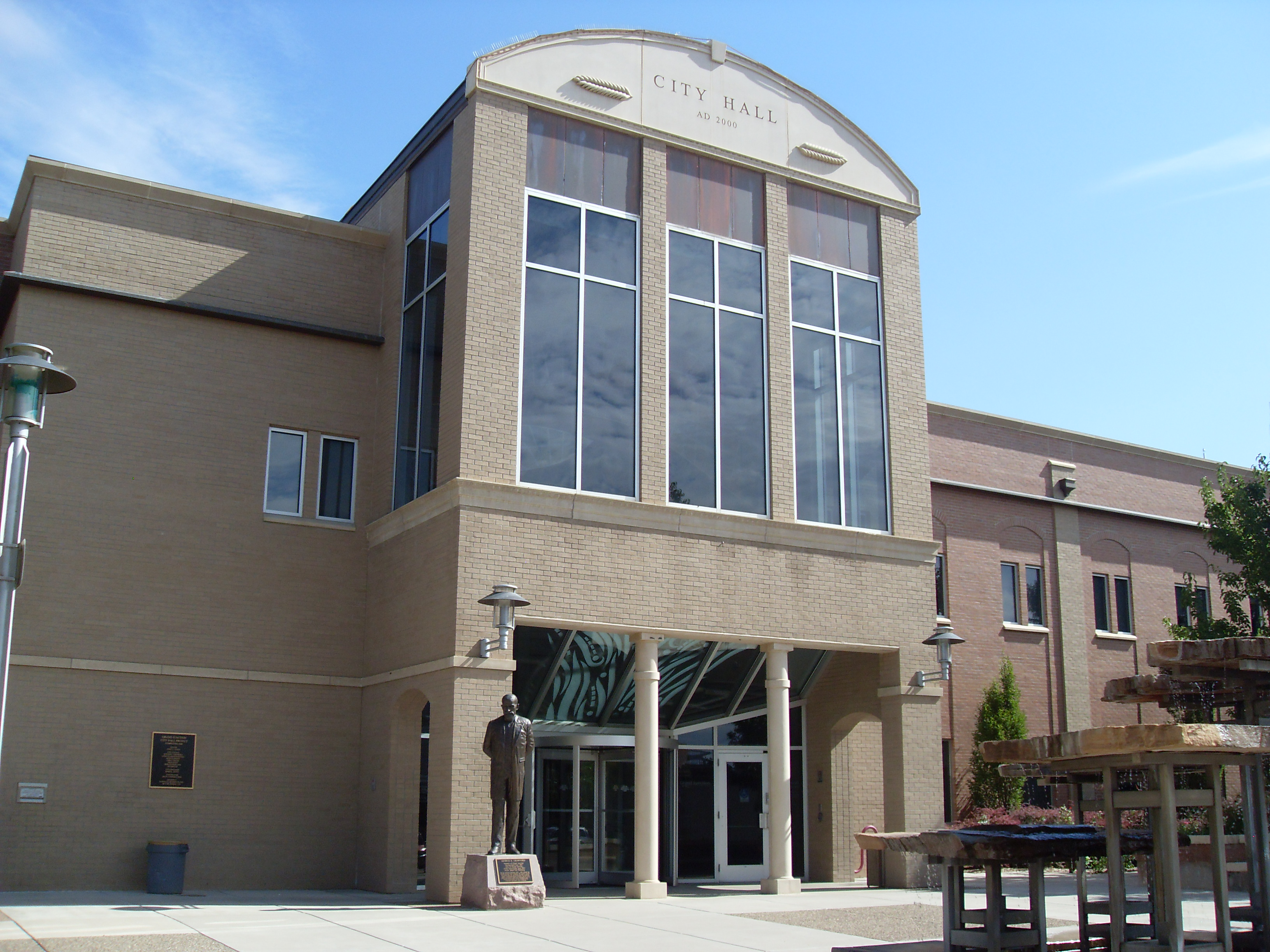
Rathaus der Stadt Grand Junction mit der Statue des Stadtgründers G.A. Crawford

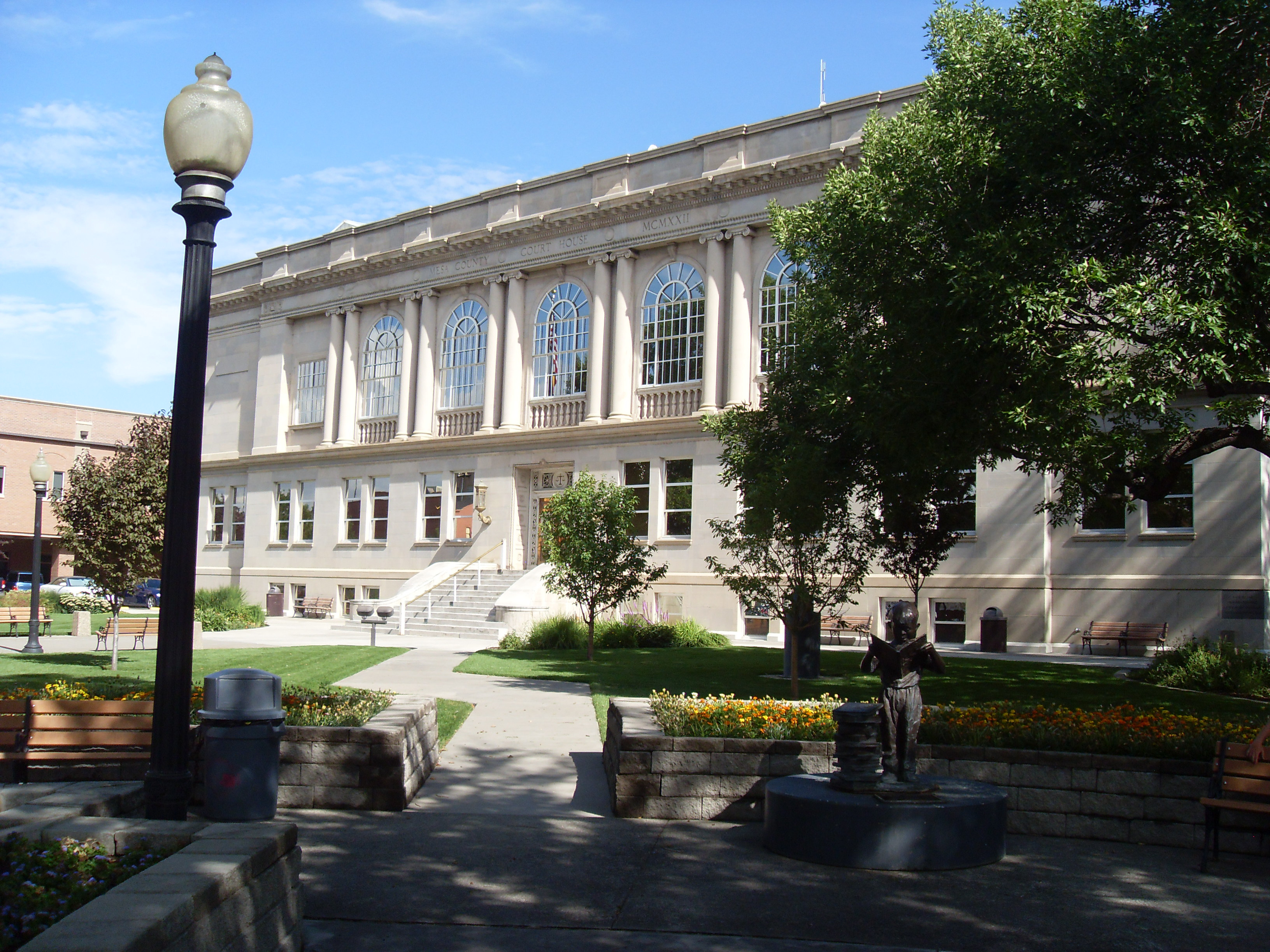
Mesa County Court House in Grand Junction

Grand Junction liegt im Mesa County im US-Bundesstaat Colorado, Vereinigte Staaten. Die Stadt hat 65.560 Einwohner (Stand: 2020) bei einem Einzugsgebiet von 80,5 km² und ist Sitz der County-Verwaltung. Die City wird als Home Rule Municipality geführt. Mehrere in der Nähe von Grand Junction im Grand Valley gelegene Ortschaften tragen zu Handel und Gewerbe in der Stadt bei.
|                       | Jan  | Feb  | Mär  | Apr  | Mai  | Jun  | Jul  | Aug  | Sep  | Okt  | Nov  | Dez  |   |       |
| Mittl. Tagesmax. (°C) | 1,9  | 7,4  | 13,1 | 18,8 | 24,4 | 30,9 | 34,2 | 32,5 | 27,3 | 19,8 | 10,8 | 3,7  | ⌀ | 18,8  |
| Mittl. Tagesmin. (°C) | −9,7 | −4,7 | −0,4 | 3,6  | 8,8  | 13,9 | 17,7 | 16,8 | 11,6 | 5,3  | −1,4 | −7,4 | ⌀ | 4,6   |
|                       |      |      |      |      |      |      |      |      |      |      |      |      |   |       |
| Niederschlag (mm)     | 14,2 | 12,2 | 22,9 | 19,0 | 22,1 | 12,7 | 16,5 | 20,6 | 20,8 | 24,9 | 18,0 | 15,5 | Σ | 219,4 |
|                       |      |      |      |      |      |      |      |      |      |      |      |      |   |       |
| Regentage (d)         | 3,9  | 3,4  | 5,3  | 4,3  | 4,5  | 2,6  | 3,3  | 3,8  | 4,1  | 4,4  | 3,8  | 3,9  | Σ | 47,3  |

| −9,7 |

| −4,7 |

| −0,4 |

| 3,6 |

| 8,8 |

| 13,9 |

| 17,7 |

| 16,8 |

| 11,6 |

| 5,3 |

| −1,4 |

| −7,4 |

| −9,7 |

| −4,7 |

| −0,4 |

| 3,6 |

| 8,8 |

| 13,9 |

| 17,7 |

| 16,8 |

| 11,6 |

| 5,3 |

| −1,4 |

| −7,4 |

## Geographie
Nach den Angaben des United States Census Bureaus hat der Ort eine Fläche von 80,5 km², wovon 79,8 km² aus Land und 0,7 km² (= 0,87 %) aus Gewässer bestehen. Grand Junction liegt auf einer Höhe von 1463 m in der Mitte des Grand Valley, eines fruchtbaren Tals im Verlauf des Colorado River. Die Stadt liegt am nördlichen Ufer des Flusses, gegenüber der Mündung des Gunnison River. Benannt sind beide nach dem Grand River, wie der Oberlauf des Colorado bis 1921 hieß. In diesem Tal siedelten früher die Indianer vom Stamme der Ute. Die Gegend ist reich am Bodenschätzen wie Erdöl, Uran und Vanadium.

### Klima
Die Region hat ein semi-arides Kontinentalklima. Der Sommer ist gewöhnlich warm und trocken – die höchste Tagestemperatur wurde am 21. Juli 2005 mit 41 °C aufgezeichnet, die durchschnittlichen Tageshöchsttemperaturen liegen bei etwa 33 °C; die durchschnittlichen Tagestiefsttemperaturen bei etwa 17 °C, Niederschläge sind in den Sommermonaten eher selten. Bedingt durch dieses warme Höhenklima gedeihen hier Obst (Äpfel, Birnen, Pfirsiche) und Gemüse, sogar einige Weingüter haben sich hier angesiedelt.
Die Winter sind meist mild mit leichten Schneefällen; der gefallene Schnee taut recht schnell weg. Die Temperaturen schwanken zwischen −5 und 15 °C, können aber bis auf −20 °C fallen.

## Wirtschaftsgeschichte
Nach dem Eintreffen der ersten Siedler in den 1880er Jahren waren Ackerbau und Viehzucht die wichtigsten Wirtschaftsaktivitäten in der Stadt und ihrer Umgebung.
In den 1960er Jahren wurde bei Parachute im Piceance Basin bedeutende Reserven von Erdöl entdeckt. Die verschiedenen aus politischen Gründen verhängten Embargos führten zu höheren Ölpreisen. Dadurch stieg das Interesse an der Ausbeutung dieser Vorkommen und schließlich sicherte sich Exxon einen Großteil der Abbaurechte in der Region. Das Unternehmen wählte Grand Junction als Sitz aus. Grand Junction wurde zur größten Stadt in der Region.
Grand Junction und das Grand Valley prosperierten in den 1970er und frühen 1980er Jahren von der Ölförderung. Erdöl kommt im Westen Colorados vor allem als Ölschiefer vor und kann bei niedrigen Ölpreisen nur unwirtschaftlich gefördert werden. Der als „Schwarzer Sonntag“ bekannte 2. Mai 1982 leitete den Rückzug Exxons aus der Region ein und ließ die Ökonomie der Region zusammenbrechen. Der Präsident von Exxon teilte dem damaligen Gouverneur Colorados Richard Douglas Lamm mit, dass Exxon seine Verluste in der Region beenden würde, die Förderrechte für die damals und heute nicht förderbaren Erdölvorkommen jedoch behalten würde. Das Platzen einer Wirtschaftsblase war im gesamten Bundesstaat zu spüren, da Exxon zuvor mehr als 5 Milliarden US-Dollar (inflationsbereinigt 16 Milliarden US-Dollar) in Colorado investiert hatte.
Der Historiker Tom Noel aus Colorado ist der Meinung, dass das Platzen dieser Blase „definitiv ein Wendepunkt war, und dass es eine Erinnerung daran war, dass [Colorado] ein Staat des Brummens und Berstens war… Es gab Parallelen zu dem Silber-Crash von 1893.“
Die heutige Wirtschaft Grand Junctions steht auf einer breiteren Basis. Abgesehen von Tourismus, Landwirtschaft und Dienstleistungen haben in den letzten Jahren Energieunternehmen erneut in den Abbau von Erdöl investiert.

### Uranwirtschaft
Das Vorkommen von Natururan auf dem Colorado-Plateau sowie das Vorkommen von Uran als Begleitmineral zu Vanadium in den Abraumhalden der bestehenden Vanadium-Minen und -Aufbereitungsanlagen führte zu einer Ansiedlung von mehreren Anlagen, die sich mit der Gewinnung von Uran befassten.

#### Grand Junction Office
Im Jahr 1943 wurde im südlichen Teil der Stadt zwischen dem einen Kilometer weiter in den Colorado mündenden Gunnison River und den Eisenbahngleisen der North Fork Subdivision ein Gelände vom Verteidigungsministerium angekauft und dem U.S. Army Corps of Engineers - Manhattan Engineer District zur Verfügung gestellt, der das Grand Junction Office auf der Parzelle errichtete. Aufgabe des Institutes war es anfangs, schnellstmöglich Rohuran im großen Stil zu produzieren, andererseits für den immensen Uran-Bedarfes des Manhattan-Projektes und der atomaren Aufrüstung im Kalten Krieg die Gewinnung und industrielle Aufbereitung und Konzentration von den lokal vorkommenden Uranerzen zu erforschen. Zu diesem Zweck wurden auf dem Gelände mehrere Pilotanlagen von Uranaufarbeitungsanlagen sowie Labore errichtet. Von 1943 bis 1946 wurden auf dem Gelände ca. 1100 metrische Tonnen Uranoxid produziert. Nach dem Kriegsende wurde das Institut als Colorado Raw Materials Office fortgeführt, bis in den 1970er Jahren der Betrieb eingestellt wurde. 2016 wurde das Gelände in das National Register of Historic Places aufgenommen, in einem alten Blockhaus wurde 2019 ein Museum, die Atomic Legacy Cabin, eingerichtet.

#### Climax Uranium Mill
In den 1950er Jahren wurde am rechten Ufer des Colorado River ca. 2 km südlich des Stadtzentrums auf 460.000 m² Fläche eine industrielle Uranaufbereitungsanlage auf dem Gelände einer alten Zuckerfabrik errichtet. Die Climax Uranium Mill gewann aus dem Rohgestein umliegender Minen durch Säurelaugung Vanadium und Yellowcake. Dieses Ausgangsmaterial für Brennelemente wurde an die damalige staatliche Atomic Energy Commission geliefert. Die Anlage war bis 1970 in Betrieb. Bei der Produktion wurden ca. 2 Millionen Tonnen kontaminierte Rückstände („Uran-Tailings“) erzeugt, die in Absetzteichen auf dem Gelände gelagert wurden. Teilweise wurden die sandigen Rückstände gratis als Baumaterial abgegeben. Die Absetzteiche standen mit dem Grundwasserbegleitstrom des Colorado River in Verbindung, was zu Auslaugungen von Schadstoffen und Kontaminationen von Fluss- und Grundwasser führte.

#### Umweltschäden und Sanierung
Die in den Absetzteichen der Anlagen angesammelten Tailings enthalten aufkonzentrierte Radionuklide, die zusammen mit dem Uran im Roherz vorkommen und  durch die Radioaktivität und den Gehalt an Schwermetallverbindungen eine Gesundheitsgefahr darstellen. Erschwerend kam in Grand Junction hinzu, dass der sandige Abraum der Climax Uranium Mill zwischen 1950 und 1966 gratis abgegeben und als Baumaterial und Betonzuschlag  bei mehr als 4000 privaten und gewerblichen Objekten in der Umgebung verwendet wurde. Nach der Feststellung von erhöhten Radon-222-Belastungen an den Bauwerken wurde diese Praxis 1966 beendet, nachdem 300.000 t Abraum auf diese Weise „entsorgt“ und verteilt waren.
Nach der Einstellung der Uranaufarbeitung in den 1980er Jahren wurde mit der Dekontamination von Gelände, Böden und Gebäuden, die von belasteten Baumaterial betroffen waren, begonnen. Südöstlich der Stadt wurde in ca. 25 km Entfernung vom Legacy Management, einer Bundesbehörde des Energieministeriums als Rechtsnachfolger der Atomic Energy Commission, eine gesicherte und abgedichtete Deponie errichtet, in die ab 1990 der Bauschutt der Gebäude, die ausgebaggerten Rückstände der Absetzteiche, das Inventar der Aufbereitungsanlagen und weiteres belastetes Material eingefüllt wurden. Teile des Grand Junction Site-Geländes wurden nach der Sanierung für gewerbliche Nutzung entwickelt, auf dem ehemaligen Gelände der Climax Uranium Mill befindet sich heute eine öffentlich zugängliche Flussufer-Parklandschaft, der Las-Colonias-Park, mit verschiedenen Freizeiteinrichtungen.

## Verkehrsanbindung
Der Interstate 70 verbindet Grand Junction ostwärts mit Glenwood Springs und der 317 km entfernten Bundesstaats-Hauptstadt Denver, westwärts mit dem Bundesstaat Utah. Der U.S. Highway 6 verläuft in Grand Junction parallel zum Interstate 70. Der U.S. Highway 50 verbindet Grand Junction mit Montrose, Gunnison und Pueblo.
Im Norden der Stadt liegt der Grand Junction Regional Airport – Walker Field Airport, ein Regionalflughafen, von dem aus verschiedene Ziele in den USA regelmäßig angeflogen werden.
Der örtliche Bahnhof, Grand Junction Station, ist an eine Ost-West-Schienenverbindung angebunden. Der nationale Personenzugbetreiber Amtrak bedient Grand Junction in beiden Richtungen mit dem California Zephyr, einer täglichen Zugverbindung zwischen Union Station (Chicago), Illinois und Emeryville, Kalifornien an der Bucht von San Francisco.

## Bildung
Grand Junction hat vier High Schools (integrierte Gesamtschulen). Die größte und bekannteste High-School ist die Central High School, die auch alle zwei Jahre mit dem sächsischen Gymnasium St. Augustin in Grimma einen Schüleraustausch vornimmt. Die konkurrierende Grand Junction High School (kurz GJHS) pflegt den Schüleraustausch mit dem bayerischen Gymnasium in Markt Indersdorf. Die Colorado Mesa University hat ihren Hauptcampus in Grand Junction.

## Sehenswürdigkeiten

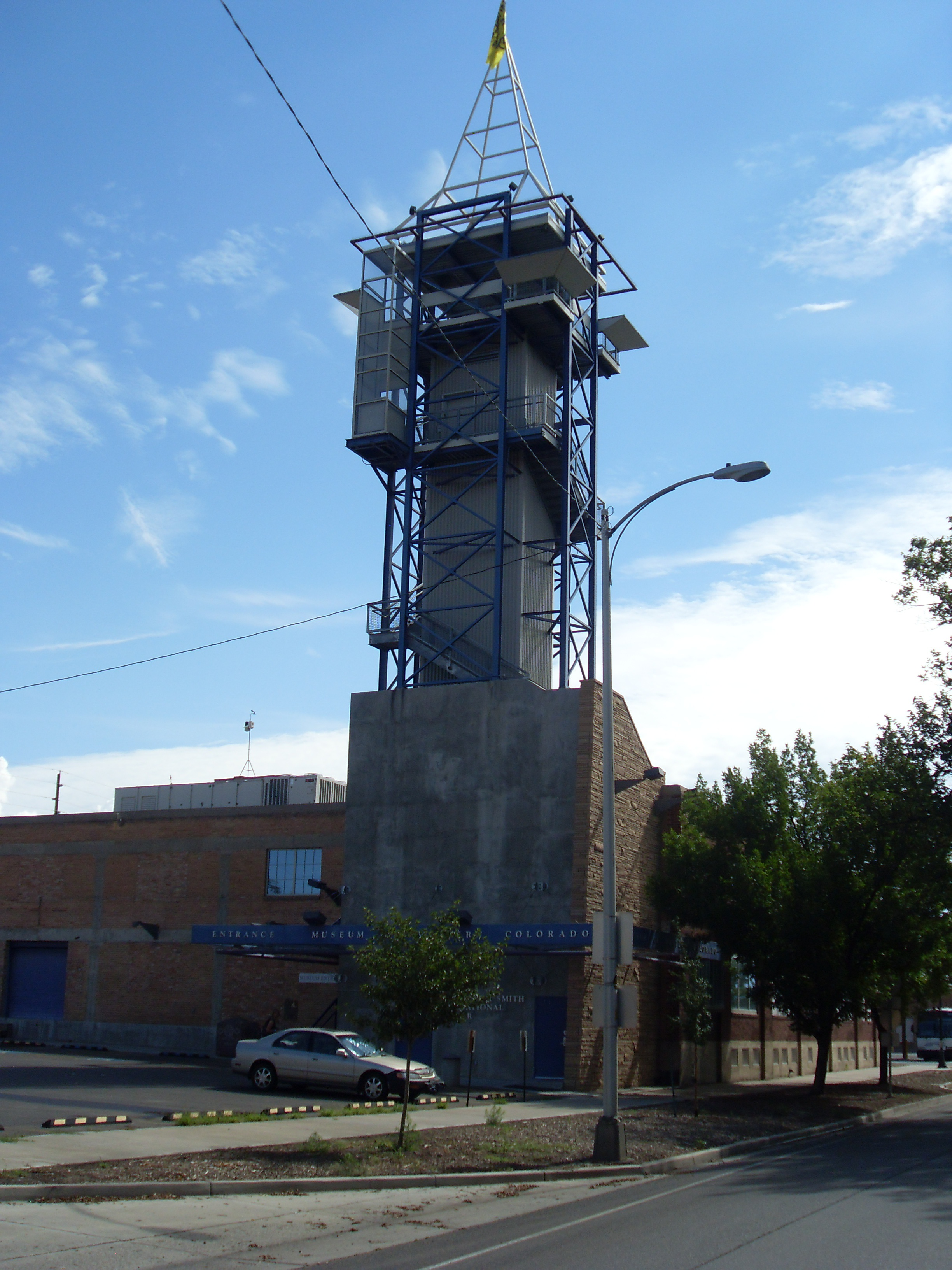
Museum of Western Colorado mit dem Sterling T Smith Educational Tower

Hauptattraktion ist das in der Nähe gelegene Colorado National Monument. Weitere Sehenswürdigkeiten sind das Dinosaur Valley Museum, die Western Colorado Botanical Gardens und das Museum of Western Colorado.
Grand Junction ist Ausgangspunkt des Dinosaur Diamond Prehistoric Highway, eines 512 Meilen (824 km) langen Rundkurses durch Colorado und Utah, der zu den National Scenic Byways gehört. Des Weiteren ist er ein idealer Ausgangspunkt für Wildwasser-Fahrten auf dem Gunnison River.
In der Stadt befindet sich das Museum of Western Colorado mit verschiedenen Ausstellungen zur Geschichte der Region. Zu sehen sind hier unter anderem Felszeichnungen der Ute Indianer und eine Uranmine. Angeschlossen ist der Sterling T Smith Educational Tower. Von der Aussichtsplattform auf dem Dach hat man einen guten Überblick über die Stadt und die umliegenden geologischen Attraktionen.

## Demographie
Zum Zeitpunkt des United States Census 2000 bewohnten Grand Junction 58.556 Personen. Die Bevölkerungsdichte betrug 526,2 Personen pro km². Es gab 18.784 Wohneinheiten, durchschnittlich 235,4 pro km². Die Bevölkerung Grand Junctions bestand zu 91,78 % aus Weißen, 0,60 % Schwarzen oder African Americans, 0,94 % Indianern (Native Americans), 0,76 % Asians, 0,12 % Pacific Islanders, 3,81 % gaben an, anderen Ethnien anzugehören und 1,99 % nannten zwei oder mehr Rassen. 10,86 % der Bevölkerung erklärten, Hispanos oder Latinos zu sein.

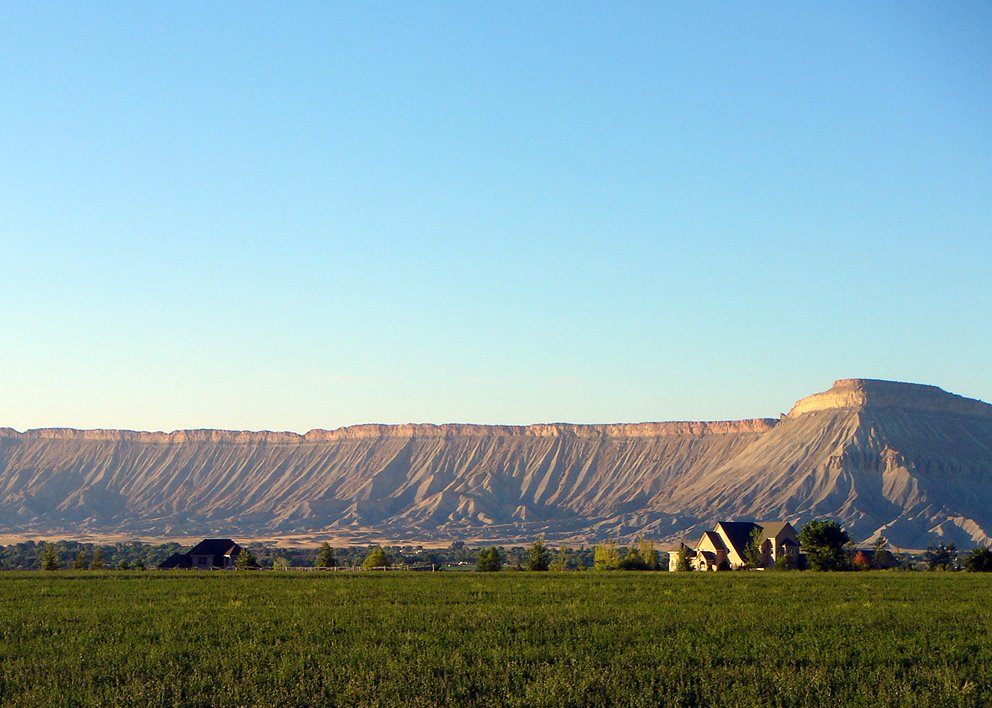
Mount Garfield (rechts) bei Grand Junction

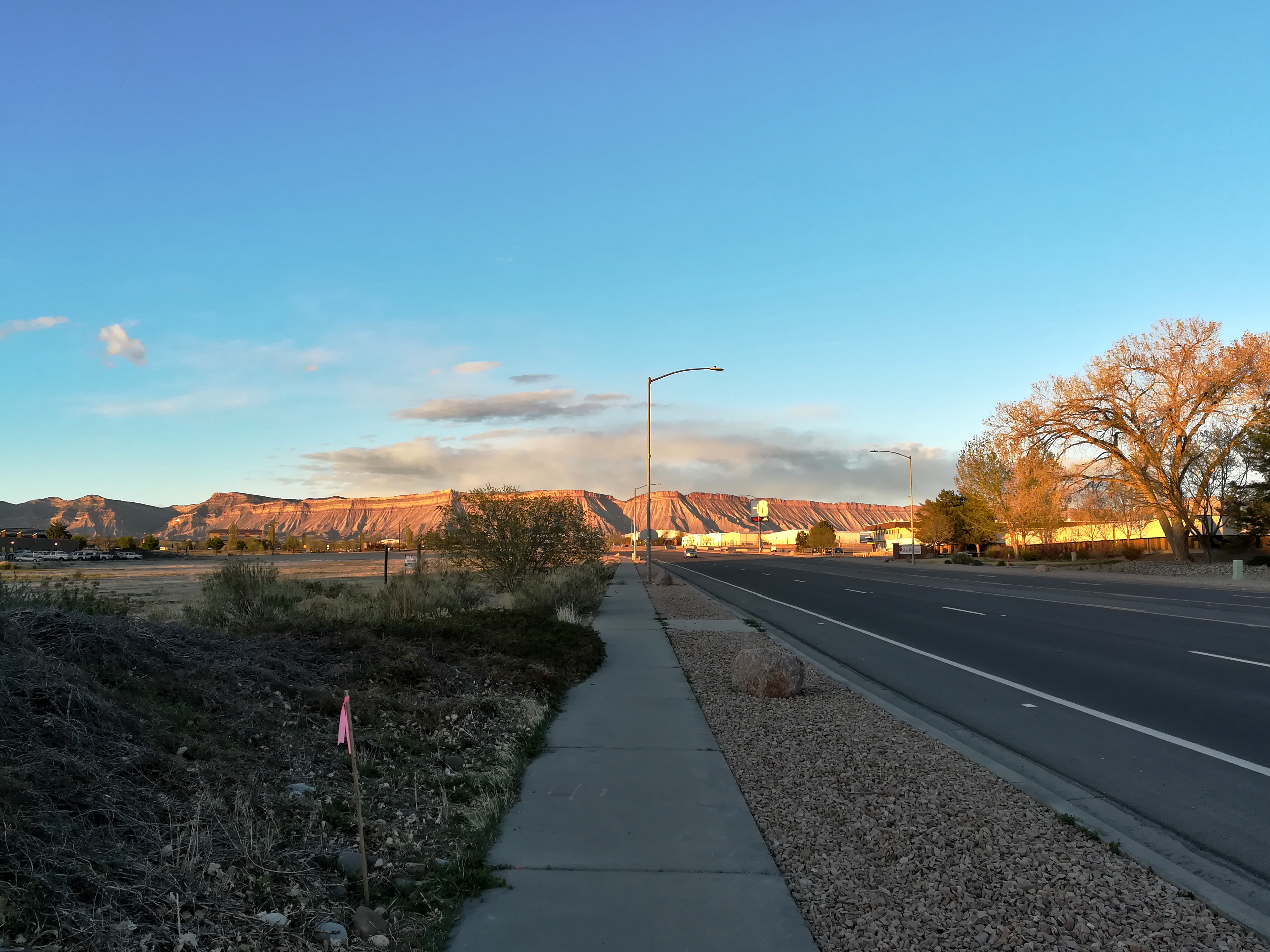
Book Cliffs in der Abenddämmerung

Die Bewohner Grand Junctions verteilten sich auf 17.865 Haushalte, von denen in 25,5 % Kinder unter 18 Jahren lebten. 46,1 % der Haushalte stellten Verheiratete, 9,4 % hatten einen weiblichen Haushaltsvorstand ohne Ehemann und 41,0 % bildeten keine Familien. 33,2 % der Haushalte bestanden aus Einzelpersonen und in 13,8 % aller Haushalte lebte jemand im Alter von 65 Jahren oder mehr alleine. Die durchschnittliche Haushaltsgröße betrug 2,23 und die durchschnittliche Familiengröße 2,84 Personen.
Die Bevölkerung verteilte sich auf 21,2 % Minderjährige, 11,9 % 18–24-Jährige, 26,3 % 25–44-Jährige, 22,8 % 45–64-Jährige und 17,9 % im Alter von 65 Jahren oder mehr. Das Durchschnittsalter betrug 39 Jahre. Auf jeweils 100 Frauen entfielen 95,1 Männer. Bei den über 18-Jährigen entfielen auf 100 Frauen 92,6 Männer.
Das mittlere Haushaltseinkommen in Grand Junction betrug 33.152 US-Dollar und das mittlere Familieneinkommen erreichte die Höhe von 43.851 US-Dollar. Das Durchschnittseinkommen der Männer betrug 31.685 US-Dollar, gegenüber 22.804 US-Dollar bei den Frauen. Das Pro-Kopf-Einkommen belief sich auf 19.692 US-Dollar. 11,9 % der Bevölkerung und 7,5 % der Familien hatten ein Einkommen unterhalb der Armutsgrenze, davon waren 11,8 % der Minderjährigen und 9,0 % der Altersgruppe 65 Jahre und mehr betroffen.

## Persönlichkeiten

### Söhne und Töchter der Stadt
- Elmo Smith (1909–1968), Politiker und 27. Gouverneur von Oregon
- Roger Dashen (1938–1995), theoretischer Physiker
- Marilyn Ferguson (1938–2008), Schriftstellerin
- Natalie Bieser (* 1948), zeitgenössische Malerin und Objektkünstlerin
- Christa Campbell (* 1972), Schauspielerin
- Hank Braxtan (* 1980), Filmschaffender und Filmschauspieler
- Ben Hoffman (* 1983), Triathlet, sechsfacher Ironman-Sieger
- Ben Garland (* 1988), Footballspieler
- Rebecca Ward (* 1990), Säbelfechterin
- Sabré Cook (* 1994), Automobilrennfahrerin
- Hailey Swirbul (* 1998), Skilangläuferin